# Lithocarpus dodonaeifolius
Lithocarpus dodonaeifolius (Hayata) Hayata – gatunek roślin z rodziny bukowatych (Fagaceae Dumort.). Występuje naturalnie w południowej części wyspy Tajwan. 

## Morfologia
PokrójZimozielone drzewo dorastające do 10 m wysokości.
LiścieBlaszka liściowa jest skórzasta i ma lancetowaty kształt. Mierzy 5–14 cm długości oraz 1–2 cm szerokości, jest całobrzega, ma klinową lub zbiegającą po ogonku nasadę i tępy wierzchołek. Ogonek liściowy jest nagi i ma 4–8 mm długości.
OwoceOrzechy o stożkowatym kształcie, dorastają do 10–15 mm długości i 10–14 mm średnicy. Osadzone są pojedynczo w talerzowatych miseczkach, które mierzą 3–6 mm długości i 10–14 mm średnicy. Orzechy otulone są w miseczkach do 15–25% ich długości.

## Biologia i ekologia
Rośnie w lasach mieszanych. Występuje na wysokości od 500 do 1500 m n.p.m. Kwitnie od lutego do maja, natomiast owoce dojrzewają od października do grudnia.